# 남십자성연가
《남십자성연가》(일본어: 南十字星恋歌 미나미주지세이렌카[*], 영어: Southern Cross Love Song)는 스튜디오 녹차(현재 폐업)에서 제작, 2014년 9월 26일에 출시한 성인용 연애 어드벤처 게임이다. 메인 원화가는 루치에다.

## 개요
스튜디오 녹차가 코이소라의 성공 이후 다시 루치에를 스태프로 기용해 2014년 출시한 성인 게임이다. 밝은 분의기의 AVG를 표방하고 있으며 루치에의 사랑스러운 여자아이가 나온다는 점을 어필하고 있다. 스태프는 코이소라와 동일하다.

## 등장인물
- 후지나 카오리
- 로젠탈 엘리세
- 나라오카 미츠키
- 미야코 하사미

## 스태프
- 원화(캐릭터 디자인): 루치에
- 시나리오: 마토마